# プリーチャー・マン
「プリーチャー・マン」（原題： Son of a Preacher Man）は、ダスティ・スプリングフィールドが1968年に発表した楽曲。
ローリング・ストーンの選ぶオールタイム・グレイテスト・ソング500（2021年版）では168位にランクされている。

## 概要
1967年、アラバマ州マッスルショールズで活動していたソングライターのジョン・ハーリーとロニー・ウィルキンズはジェリー・ウェクスラーからアレサ・フランクリン用の曲の依頼を受けた。フランクリンの父親が牧師であったことを思い出した彼らは、ウィルキンズの祖父が牧師であったこともあり、すぐさま「Son of a Preacher Man」を書き上げた。曲を気に入ったウェクスラーは一旦はレコーディングを行うも、フランクリンの他の曲とそぐわなかったため彼女のバージョンはお蔵入りとなった。本作品は1968年9月、全曲リズム・アンド・ブルースのアルバムを作るべくイギリスからメンフィスのアメリカン・サウンド・スタジオに来ていたダスティ・スプリングフィールドによって吹き込まれた
レジー・ヤング（ギター）、トミー・コグビル（ベース）、ジーン・クリスマン（ドラムズ）、スイート・インスピレーションズ（バッキング・ボーカル）らがレコーディングに参加した。最終的なボーカルの録音はニューヨークで行われた。
1968年11月にアメリカとイギリスでシングルA面として発表された。B面はバリー・マンとシンシア・ワイルが書いた「ジャスト・ア・リトル・ラヴィン」。1969年3月発売のアルバム『Dusty in Memphis』に収録された。
1969年1月18日から1月25日にかけてビルボード・Hot 100で2週連続10位を記録した。イギリスでは9位、カナダでは11位、オーストラリアでは6位、ニュージーランドでは4位を記録した。

## カバー・バージョン
|        | アーティスト名           | レコード・CD                                  |
| ------ | ------------------------ | --------------------------------------------- |
| 1969年 | メイヴィス・ステイプルズ | 『Mavis Staples』                             |
| 1969年 | ボビー・ジェントリー     | 『Touch 'Em with Love』                       |
| 1969年 | スキータ・デイヴィス     | 『Maryfrances』                               |
| 1969年 | ナンシー・シナトラ       | 『Nancy』                                     |
| 1969年 | アイク&ティナ・ターナー  | 『In Person』                                 |
| 1970年 | アレサ・フランクリン     | 『ジス・ガールズ・イン・ラヴ・ウィズ・ユー』  |
| 1970年 | ハニー・コーン           | 『Take Me with You』                          |
| 1970年 | カーチャ・エプシュタイン | 『Mein Leben Ist Wie Ein Lied』。ドイツ語詞。 |
| 1972年 | ウッドペッカー           | 『俺のせいではないさ』                        |
| 1975年 | タニヤ・タッカー         | 『Tanya Tucker』                              |
| 1991年 | ジョーン・オズボーン     | 『Soul Show: Live at Delta 88』               |
| 2007年 | ジャン・アーデン         | 『Uncover Me』                                |
| 2007年 | サラ・コナー             | 『Soulicious』                                |
| 2015年 | エヴァ・キャシディ       | 『Nightbird』                                 |
| 2017年 | ダイアナ・ヴィッカーズ   | シングル                                      |